# Meliboeus nigroscutellatus
Meliboeus nigroscutellatus es una especie de escarabajo del género Meliboeus, familia Buprestidae. Fue descrita científicamente por Obenberger en 1935.